# 品質因子

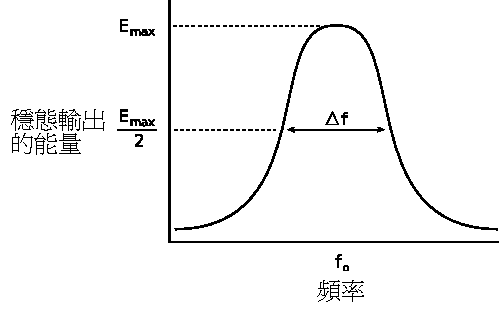
一阻尼諧振子的頻寬, 可以用頻率和能量的圖來表示。阻尼諧振子（或濾波器）的Q因子為。Q因子越大，其波峰高度會越高，而其寬度會越窄

品质因子或Q因子是物理及工程中的無因次參數，是表示振子阻尼性质的物理量，也可表示振子的共振頻率相對於頻寬的大小，
高Q因子表示振子能量損失的速率較慢，振動可持續較長的時間，例如一個單擺在空氣中運動，其Q因子較高，而在油中運動的單擺Q因子較低。高Q因子的振子一般其阻尼也較小。

## 說明
Q因子較高的振子在共振時，在共振頻率附近的振幅較大，但會產生的共振的頻率範圍比較小，此頻率範圍可以稱為頻寬。例如一台無線電接收器內的調諧電路Q因子較高，要調整接收器對準一特定頻率會比較困難，但其選擇性較好，在過濾頻譜上鄰近電台的訊號上也有較佳的效果。Q因子較高的振子會產生共振的頻率範圍較小，也比較穩定。
系統的Q因子可能會隨著應用場合及需求的不同而有大幅的差異。強調阻尼特性的系統（例如防止門突然關閉的阻尼器）其Q因子為1⁄2，而時鐘、雷射或是其他需要強烈共振或是要求頻率穩定性的系統其Q因子也較高。音叉的Q因子大約為1000，原子鐘、加速器中的超導射頻或是光學共振腔的Q因子可以到1011甚至更高。
Q因子的概念是來自電子工程中，評量一調諧電路或其他振子的「品質」。

## 定義
Q因子可定義為在一系統的共振頻率下，當信號振幅不隨時間變化時，系統儲存能量和每個週期外界所提供能量的比例（此時系統儲存能量也不隨時間變化）：
{\displaystyle Q=2\pi \times {\frac {\mbox{Energy Stored}}{\mbox{Energy dissipated per cycle}}}=2\pi f_{r}\times {\frac {\mbox{Energy Stored}}{\mbox{Power Loss}}}.\,}
大部份的共振系統都可以用二階的微分方程表示，Q因子中2π的係數，使Q因子可以表示成只和二階微分方程係數有關的較簡單型式。在電機系統中，能量會儲存在理想無損失的電感及電容中，損失的能量則是每個週期由電阻損失能量的總和。力學系統儲存的能量是該時間動能及位能的和，損失的能量則是因為摩擦力或阻力所消耗的能量。
針對高Q因子的系統，也可以用下式計算的Q因子，在數學上也是準確的：
{\displaystyle Q={\frac {f_{r}}{\Delta f}}={\frac {\omega _{r}}{\Delta \omega }},\,}
其中fr為共振頻率，Δf為頻寬，ωr = 2πfr是以角頻率表示的共振頻率，Δω是以角頻率表示的頻寬
在像電感等儲能元件的規格中，會用到和頻率有關的Q因子，其定義如下：
{\displaystyle Q(\omega )=\omega \times {\frac {\mbox{Maximum Energy Stored}}{\mbox{Power Loss}}},\,}
其中ω是計算儲存能量和功率損失時的角頻率。若電路中只有一個儲能元件（電感或是電容），也可用上式來定義Q因子，此時Q因子會等於无功功率相對有功功率的比例。

## Q因子及阻尼
Q因子可決定一個簡單阻尼諧振子的量化特性（有關數學的細節及不同系統的行為，請參考諧振子及线性时不变系统理论等條目）。
- 低Q因子的系統（Q < ½）是過阻尼系統。過阻尼系統不會振盪，當偏離穩態輸出平衡點時，會以指數衰減的方式，漸近式的回到穩態輸出。其冲激响应是二個不同速度的指數衰減函數的和。當Q因子減少時，衰減較慢的響應函數其影響會變明顯，因此整個系統會變慢。一個Q因子很低的二階系統其步階響應類似一階系統。

- 高Q因子的系統（Q > ½）是欠阻尼系統。欠阻尼系統在特定頻率的輸入下，其輸出會振盪，其振幅也會指數衰減。Q因子略高於½的系統可能會振盪一或二次。若Q因子提高，阻尼的效果也會降低。高品質的鐘在敲擊後可以長時間發出單一音調的聲音，沒有阻尼的諧振系統其Q因子是無限大，類似一個敲擊後可永遠發出聲音的鐘。若二階低通濾波器有很高的Q因子，其步階響應一開始會快速上昇，在平衡點附近震盪，最後才收斂到穩態的值。

- Q因子為½的系統是臨界阻尼系統。臨界阻尼系統和過阻尼系統一様不會震盪，也不會有过冲的情形。臨界阻尼系統和欠阻尼系統一様，會對階躍有快速的響應，臨界阻尼可以使系統在不过冲的條件下有最快的反應，實際的系統若要求更快的反應，一般會允許一定程度的过冲，若系統不允許过冲，可能會使反應時間放慢，以提供一定的安全係數。

在負回授系統中，閉回路系統的響應常常用二階系統來表示。設定開迴路系統的相位裕度可以決定閉回路系統的Q因子，當相位裕度減少時，對應的二階閉回路系統振盪會變大，也就是Q因子提高。

### 常見系統的Q因子
- 單位增益的Sallen–Key拓扑结构（英语：Sallen–Key filter topology）濾波器為臨界阻尼系統，Q因子為{\displaystyle 1/2})[來源請求]。
- 巴特沃斯滤波器（有最平坦通帶頻率響應的的連續時間濾波器）為欠阻尼系統，Q因子為{\displaystyle 1/{\sqrt {2}}}[6]。
- 貝塞爾濾波器（有最平坦群延遲的連續時間濾波器）為欠阻尼系統，Q因子為{\displaystyle 1/{\sqrt {3}}}[來源請求]。

## Q因子的物理意涵
根據物理學，Q因子等於{\displaystyle 2\pi }乘以系統儲存的總能量，除以單一周期損失的能量，也可以表示為系統儲存的總能量和單位弳度損失能量的比值。
Q因子是無因次的參數，是比較系統振幅衰減的時間常數和振盪週期後的結果。當Q因子數值較大時，Q因子可近似為系統從開始振盪起，一直到其能量剩下原來的 {\displaystyle 1/e^{2\pi }}（約1/535或0.2%），中間歷經的振盪次數。
共振的頻寬可以用下式表示
{\displaystyle \Delta f={\frac {f_{0}}{Q}}\,},
其中{\displaystyle f_{0}}為共振頻率，{\displaystyle \Delta f}為頻寬，也就是能量超過峰值能量一半以上的頻率範圍。
Q因子、阻尼比ζ及衰減率α之間有以下的關係
{\displaystyle \zeta ={\frac {1}{2Q}}={\alpha  \over \omega _{0}}.}
因此Q因子可表示為
{\displaystyle Q={\frac {1}{2\zeta }}={\omega _{0} \over 2\alpha },}
而指數衰減率可表示為
{\displaystyle \alpha =\zeta \omega _{0}={\omega _{0} \over 2Q}.}
二階低通濾波器的響應函數可以用下式來表示
{\displaystyle H(s)={\frac {\omega _{0}^{2}}{s^{2}+\underbrace {\frac {\omega _{0}}{Q}} _{2\zeta \omega _{0}=2\alpha }s+\omega _{0}^{2}}}\,}
若此系統的{\displaystyle Q>0.5}（欠阻尼系統），系統有二個共軛複數極點，其實部為{\displaystyle \alpha }。衰減參數{\displaystyle \alpha }表示其冲激响应指數衰減的速率。Q因子大表示其衰減率較慢，因此Q因子很大的系統可以持續振盪較長的時間。例如高Q因子的鐘，用鎚子敲擊後，其輸出近似純音，且可以維持很長的時間。

## 電子系統

濾波器振幅增益的圖，其中標示頻寬為增益值為-3 dB的寬度，增益約為0.707倍，能量是峰值的一半。圖中的頻率軸可以是線性尺度或是對數尺度。

對電子共振系統而言，Q因子表示電阻的影響，若針對機電共振系統（例如石英晶体谐振器），也包括摩擦力的影響。

### RLC電路
理想串聯RLC電路的Q因子為：
{\displaystyle Q={\frac {1}{R}}{\sqrt {\frac {L}{C}}}={\frac {\omega _{0}L}{R}}={\frac {1}{\omega _{0}RC}}}
其中{\displaystyle R}、{\displaystyle L}及{\displaystyle C}分別是電路的電阻、電感和電容，若電阻值越大，Q因子越小。
並聯RLC電路的Q因子恰為對應串聯電路Q因子的倒數：
{\displaystyle Q=R{\sqrt {\frac {C}{L}}}={\frac {R}{\omega _{0}L}}=\omega _{0}RC}
若將電阻、電感和電容並聯形成一電路，並聯電阻值越小，其阻尼的效果越大，因此Q因子越小。
若是電感和電容並聯的電路，而主要損失是電感內，和電感串聯的電阻R，其Q因子和串聯RLC電路相同，此時降低寄生電阻R可以提昇Q因子，也使頻寬縮小到需要的範圍內。

### 儲存元件
個別儲存元件的Q因子和對應信號頻率有關，一般是電路的共振頻率。電感器的Q因子為：
{\displaystyle Q={\frac {X_{L}}{R_{L}}}={\frac {\omega L}{R_{L}}}}
其中：
- {\displaystyle \omega }為頻率。
- {\displaystyle L}為電感。
- {\displaystyle X_{L}}為電感器的感抗。
- {\displaystyle R_{L}}為電感內的電阻。

電容器的Q因子為：
{\displaystyle Q={\frac {X_{C}}{R_{C}}}={\frac {1}{\omega CR_{C}}}}
其中:
- {\displaystyle \omega }為頻率。
- {\displaystyle C}為電容。
- {\displaystyle X_{C}}為電容器的容抗。
- {\displaystyle R_{C}}為電容內的電阻。

## 力學系統
對於一個有阻尼的質量－彈簧系統，可以用Q因子表示簡化的黏滯阻尼或阻力對系統的影響，其中的阻尼力（或阻力）和速度成正比。此系統的Q因子可以用下式表示： 
{\displaystyle Q={\frac {\sqrt {Mk}}{D}},\,}
其中M是質量，k是弹簧常数，而D是阻力係數，可用下式來定義：
{\displaystyle F_{\text{damping}}=-Dv}
其中{\displaystyle F_{\text{damping}}}是阻力，{\displaystyle v}是速度。

## 雷射系統
雷射系統中，光學共振腔的Q因子可以用下式表示
{\displaystyle Q={\frac {2\pi f_{o}\,{\mathcal {E}}}{P}},\,}
其中{\displaystyle f_{o}}為共振頻率，{\displaystyle {\mathcal {E}}}為共振腔中儲存的能量，{\displaystyle P=-{\frac {dE}{dt}}}為耗散的能量。光學共振腔的Q因子等於共振頻率和共振腔頻寬的比值。共振光子的平均壽命和Q因子成正比，若雷射共振腔中的Q因子突然地調高，共振腔會輸出雷射脈衝，其強度遠高於平常共振腔連結輸出的強度，此技術稱為為Q切換。